# Nutaku
Nutaku es un portal de videojuegos de navegador y distribución digital de videojuegos fundado en 2014. Con sedes en Montreal y Bucarest, Nutaku trabaja en la traducción de videojuegos al inglés y proveer una plataforma accesible para los desarrolladores de videojuegos indie.

## Historia
Comenzando con en lanzamiento del RPG de cartas Lord of Valkyrie en diciembre de 2014, Nutaku ha expandido rápidamente sus géneros para incluir tanto videojuegos en línea de RPG, como de aventura, construcción de ciudades y varios tipos de videojuegos de simulación.
Aunque los juegos que Nutaku publica son principalmente para PC, hay varios de estos que están también diseñados para móvil, siendo accesibles desde el navegador, además, existen planes de crear versiones de Android para los videojuegos inaccesibles desde los navegadores de los móviles. En una entrevista para Lewd Gamer en junio de 2015, se preguntó si Nutaku tenía planes de expansión para el futuro, a lo que Robert Mann, un vocero de la compañía, respondió: "Por ahora, estamos únicamente trayendo los juegos de DMM, pero estamos interesados en desarrollar videojuegos para adultos para países de habla anglosajona, y crear relaciones con desarrolladores de videojuegos indie los cuales están trabajando a través de Patreon pero no tienen una manera sólida de distribuir sus obras."
En noviembre de 2015, Nutaku anunció el lanzamiento de su sitio web para todas las edades.

## Nutaku y Kimochi
En julio de 2016, Nutaku anunció su asociación con Kimochi, un portal de videojuegos descargables centrados en la distribución digital de juegos para adultos de todo el mundo.

## Lista de videojuegos
| Nombre                                        | Género                                      | Desarrollador                    | Distribuidor                | Fecha de lanzamiento original | Plataforma                       |
| --------------------------------------------- | ------------------------------------------- | -------------------------------- | --------------------------- | ----------------------------- | -------------------------------- |
| Army Gals                                     | Novela visual                               | Dharker Studio                   | Dharker Studio              | 14 de abril de 2017           | Microsoft Windows                |
| Atom Grrrl!!                                  | Novela visual, acción-aventura              | Cosmillica                       | Denpasoft                   | 1 de marzo de 2016            | Microsoft Windows, Mac OS, Linux |
| Battle Girls                                  | Novela visual                               | Dharker Studio                   | Dharker Studio              | 20 de julio de 2017           | Microsoft Windows                |
| Bazooka Cafe                                  | Simulación de citas, novela visual          | Trabulance                       | Jast USA                    | 22 de octubre de 2007         | Microsoft Windows                |
| Beach Bounce                                  | Novela visual                               | Dharker Studio                   | Dharker Studio              | 14 de agosto de 2005          | Microsoft Windows, Mac OS, Linux |
| Beauty Bounce                                 | Novela visual                               | Dharker Studio                   | Brightly Studios            | 17 de febrero de 2017         | Microsoft Windows, Mac OS, Linux |
| Blitz Angel Spica                             | Novela visual, beat 'em up, side-scroller   | Erobotan                         | Erobotan                    | -                             | Microsoft Windows                |
| Boob Wars: Big Breasts vs. Flat Chests        | Novela visual, batallas de cartas           | Mangagamer                       | Softhouse Seal              | 21 de febrero de 2014         | Microsoft Windows                |
| Brave Soul                                    | ARPG, aventura                              | Crowd                            | Jast USA                    | 10 de abril de 2003           | Microsoft Windows                |
| Busty Maid                                    | Novela visual                               | U+Me Plus                        | U+Me Plus                   | 6 de marzo de 2017            | Microsoft Windows                |
| Bunny Bounce                                  | Novela visual                               | Dharker Studio                   | Dharker Studio              | 2 de noviembre de 2016        | Microsoft Windows, Mac OS, Linux |
| Catch Canvas                                  | Novela visual                               | Unwonted Studios                 | Unwonted Studios            | 21 de octubre de 2016         | Microsoft Windows                |
| Cherubim                                      | Aventura                                    | Sex and Glory Games              | Sex and Glory Games         | 14 de septiembre de 2016      | Microsoft Windows                |
| Chō Dengeki Stryker                           | Novela visual                               | Mangagamer                       | Overdrive                   | 28 de marzo de 2014           | Microsoft Windows                |
| Club Life                                     | Novela visual                               | Dharker Studio                   | Dharker Studio              | 13 de abril de 2016           | Microsoft Windows, Mac OS, Linux |
| Crimson Gray                                  | Novela visual, aventura                     | Sierra Lee                       | Sierra Lee                  | 13 de abril de 2016           | Microsoft Windows, Mac OS, Linux |
| Critical Hit                                  | Novela cinética, fantasía                   | Mangagamer                       | Tsukiware                   | 19 de agosto de 2016          | Microsoft Windows                |
| ChronoClock                                   | Novela visual                               | Denpasoft                        | Purple Software             | 28 de febrero de 2017         | Microsoft Windows                |
| Cum On! Bukkake Ranch!                        | Novela visual                               | Mangagamer                       | Softhouse-Seal              | 3 de septiembre de 2015       | Microsoft Windows                |
| Deardrops                                     | Novela visual                               | Mangagamer                       | Overdrive                   | 2 de mayo de 2012             | Microsoft Windows                |
| Demon Archive                                 | Aventura                                    | La Calade Games                  | La Calade Games             | 9 de diciembre de 2016        | Microsoft Windows                |
| Demon Master Chris                            | RPG, fantasía                               | Mangagamer                       | Nyaatrap                    | 31 de octubre de 2013         | Microsoft Windows                |
| Detective Masochist                           | Novela visual                               | U+Me Plus                        | U+Me Plus                   | 12 de octubre de 2016         | Microsoft Windows                |
| Discouraged Workers Teen                      | Novela visual                               | Yggdrasil                        | Yggdrasil                   | 24 de noviembre de 2015       | Microsoft Windows, Mac OS, Linux |
| Divine Slice of Life                          | Novela visual                               | Dharker Studio                   | Dharker Studio              | 22 de octubre de 2015         | Microsoft Windows, Mac OS, Linux |
| Ecchi Sketch                                  | Novela visual                               | NewWestGames                     | NewWestGames                | 7 de marzo de 2017            | Microsoft Windows, Mac OS, Linux |
| Echo Tokyo Intro                              | Novela visual                               | Dharker Studio                   | Dharker Studio              | 27 de enero de 2016           | Microsoft Windows, Mac OS, Linux |
| Eddy Bear Volume 1                            | Novela cinética                             | 3D Fuck House                    | 3D Fuck House               | 8 de junio de 2017            | Microsoft Windows                |
| Elisa the Innkeeper - A New Customer Arrives! | Simulación de citas                         | Neoclassic Games                 | Neoclassic Games            | 20 de junio de 2017           | Microsoft Windows                |
| Empire of Angels IV                           | TBRPG, aventura                             | Softstar Entertainment Inc.      | Softstar Entertainment Inc. | 6 de septiembre de 2017       | Microsoft Windows                |
| Eroico                                        | Acción-aventura, plataformas, side-scroller | Kyrieru                          | Kyrieru                     | 22 de febrero de 2017         | Microsoft Windows, Mac OS, Linux |
| Forbidden Love With my Wife's Sister          | Novela visual                               | Mangagamer                       | Appetite                    | 28 de marzo de 2017           | Microsoft Windows                |
| Forgotten Not Lost                            | Novela cinética                             | Afterthought Studios             | Afterthought Studios        | 2 de abril de 2016            | Microsoft Windows, Mac OS, Linux |
| Gahkthun of the Golden Lightning              | Novela visual                               | Mangagamer                       | Liar-soft                   | 2 de marzo de 2017            | Microsoft Windows                |
| Galaxy Girls                                  | Novela visual                               | Dharker Studio, Brightly Studios | Dharker Studio              | 12 de septiembre de 2017      | Microsoft Windows, Mac OS, Linux |
| Ghost Town Gunsweeper                         | RPG, survival horror                        | T-ENTA-P                         | Red Dahlia Interactive      | 9 de noviembre de 2016        | Microsoft Windows                |
| Girlish Grimoire Littlewitch Romanesque       | Novela visual, estrategia                   | Littlewitch                      | Jast USA                    | 20 de diciembre de 2014       | Microsoft Windows                |
| Girls Kingdom                                 | RTS                                         | DMM.com                          | DMM.com                     | -                             | Android                          |
| Harem Party                                   | Novela visual                               | Mangagamer                       | Tactics                     | 25 de noviembre de 2011       | Microsoft Windows                |
| Hell Girls                                    | Puzle, TBRPG                                | SakuraGame                       | SakuraGame                  | 12 de enero de 2017           | Microsoft Windows                |
| Highschool Romance                            | Novela visual                               | Dharker Studio                   | Dharker Studio              | 18 de noviembre de 2015       | Microsoft Windows, Mac OS, Linux |
| Highschool Romance: Magi Trials               | Novela visual                               | Dharker Studio                   | Dharker Studio              | 11 de noviembre de 2016       | Microsoft Windows, Mac OS, Linux |
| Highway Blossoms                              | Novela cinética                             | Alienworks                       | Denpasoft                   | -                             | Microsoft Windows                |
| It Comes Around                               | Novela cinética                             | Glass of Water Studios           | Afterthought Studios        | 22 de agosto de 2016          | Microsoft Windows, Mac OS, Linux |
| Karakara                                      | Novela cinética                             | Calme                            | Denpasoft                   | 27 de junio de 2016           | Microsoft Windows                |
| Karmasutra                                    | RPG, aventura                               | Top Hat Studios                  | Top Hat Studios             | 28 de marzo de 2017           | Microsoft Windows, Mac OS, Linux |
| Kindred Spirits on the Roof                   | Novela visual                               | Mangagamer                       | Liar-soft                   | 28 de febrero de 2017         | Microsoft Windows                |
| King of Bali                                  | Novela visual, simulación de citas          | King Key Games                   | King Key Games              | 5 de septiembre de 2017       | Microsoft Windows                |
| Koihime Musō                                  | TBS, novela visual                          | Mangagamer                       | BaseSon                     | 28 de febrero de 2011         | Microsoft Windows                |
| Kunoichi Rush                                 | Plataformas, side-scroller                  | Aric Morrow                      | Superhippo                  | 19 de octubre de 2017         | Microsoft Windows                |
| Lamia's Game Room                             | Batallas de cartas                          | Digital Crafter                  | Digital Crafter             | 17 de febrero de 2016         | Microsoft Windows                |
| The Last Weekend                              | Novela visual                               | KexBoy                           | KexBoy                      | 14 de febrero de 2017         | Microsoft Windows, Mac OS        |
| Living With Britney                           | Simulación de citas, aventura               | Sex and Glory Games              | Sex and Glory Games         | 14 de septiembre de 2016      | Microsoft Windows                |
| Love, Guitars and the Nashville Skyline       | Novela visual                               | Cosmillica                       | Denpasoft                   | 2 de febrero de 2017          | Microsoft Windows, Linux         |
| Mutiny!!                                      | Novela visual                               | Lupiesoft                        | Lupiesoft                   | 13 de junio de 2017           | Microsoft Windows, Mac OS        |
| Nakadashi Banzai                              | Novela visual                               | U+Me Plus                        | U+Me Plus                   | 12 de octubre de 2016         | Microsoft Windows                |
| Nanai-chan                                    | Realidad virtual, simulación                | VRJCC                            | VRJCC                       | 22 de marzo de 2017           | Microsoft Windows                |
| Ne No Kami                                    | Novela visual                               | Sekai Project                    | Kuro Irodoru                | 10 de octubre de 2016         | Microsoft Windows                |
| Negligee                                      | Novela visual                               | Dharker Studio                   | Dharker Studio              | 14 de octubre de 2016         | Microsoft Windows, Mac OS, Linux |
| Neko-nin exHeart                              | Novela visual                               | Whirlpool                        | Denpasoft                   | 21 de abril de 2017           | Microsoft Windows                |
| No One But You                                | Novela visual                               | Unwonted Studios                 | Denpasoft                   | -                             | Microsoft Windows, Mac OS, Linux |
| Ouroboros                                     | RPG                                         | Sierra Lee                       | Sierra Lee                  | -                             | Microsoft Windows, Mac OS, Linux |
| Panzermadels                                  | Simulación de citas, novela visual          | DEVGRU-P                         | DEVGRU-P                    | 9 de marzo de 2016            | Microsoft Windows                |
| Possession                                    | Novela visual                               | Dharker Studio                   | Dharker Studio              | 8 de marzo de 2017            | Microsoft Windows                |
| Princess Evangile                             | Novela visual                               | Mangagamer                       | Moonstone                   | 27 de marzo de 2015           | Microsoft Windows                |
| Quest Failed                                  | Novela visual                               | Frostworks                       | Frostworks                  | -                             | Microsoft Windows, Mac OS, Linux |
| Sacrament of the Zodiac                       | Novela visual                               | Kuroirodoru Yomiji               | Denpasoft                   | 4 de febrero de 2016          | Microsoft Windows                |
| Sakura Dungeon                                | RPG, fantasía                               | Winged Cloud                     | Winged Cloud                | 3 de junio de 2016            | Microsoft Windows, Mac OS, Linux |
| Sakura Fantasy                                | Novela visual                               | Winged Cloud                     | Winged Cloud                | 29 de mayo de 2015            | Microsoft Windows, Linux         |
| Sakura Gamer                                  | Novela visual                               | Winged Cloud                     | Winged Cloud                | 13 de octubre de 2017         | Microsoft Windows, Mac OS, Linux |
| Sakura Nova                                   | Novela visual                               | Winged Cloud                     | Winged Cloud                | 5 de octubre de 2015          | Microsoft Windows, Linux         |
| Sakura Space                                  | Novela visual                               | Winged Cloud                     | Winged Cloud                | 2 de septiembre de 2016       | Microsoft Windows, Linux         |
| Sakura Swim Club                              | Novela visual                               | Winged Cloud                     | Winged Cloud                | 11 de septiembre de 2015      | Microsoft Windows, Mac OS, Linux |
| School Idol QT Cool                           | Novela visual                               | U+Me PLUS                        | U+Me PLUS                   | 23 de febrero de 2017         | Microsoft Windows, Mac OS, Linux |
| Secret Agenda                                 | Novela cinética                             | GDIDOUJIN                        | GDIDOUJIN                   | 1 de mayo de 2016             | Microsoft Windows                |
| Shinobi Buster                                | RPG, fantasía                               | T-ENTA-P                         | Red Dahlia Interactive      | 9 de mayo de 2017             | Microsoft Windows                |
| Sisters's Sins                                | Novela visual, aventura                     | CherrySock                       | CherrySock                  | 9 de febrero de 2017          | Microsoft Windows                |
| Stargazers                                    | Novela visual                               | Mangagamer                       | Lupiesoft                   | 8 de marzo de 2017            | Microsoft Windows, Mac OS, Linux |
| Stay! Stay! DPRK                              | Novela visual                               | DEVGRU-P Corporation             | DEVGRU-P Corporation        | 10 de agosto de 2017          | Microsoft Windows, Mac OS        |
| Stop the Earth, I'm Getting off: Crystal City | Novela visual                               | Enjoy Games                      | Enjoy Games                 | 16 de marzo de 2017           | Microsoft Windows, Mac OS, Linux |
| Summer Fling                                  | Novela visual                               | Dharker Studio                   | Dharker Studio              | 16 de junio de 2016           | Microsoft Windows, Mac OS, Linux |
| Sunrider: Academy                             | Novela visual, simulación                   | Love in Space                    | Denpasoft                   | 15 de abril de 2015           | Microsoft Windows, Mac OS, Linux |
| Sunrider: Liberation Day                      | Novela visual, estrategia                   | Love in Space                    | Denpasoft                   | 4 de marzo de 2016            | Microsoft Windows, Mac OS, Linux |
| Sweet Seasons                                 | Puzle                                       | Studio Gamaii                    | Studio Gamaii               | 9 de mayo de 2017             | Microsoft Windows                |
| Sweet Volley High                             | Novela visual                               | New West Games                   | New West Games              | 7 de octubre de 2016          | Microsoft Windows, Mac OS, Linux |
| Sword of Asumi                                | Novela visual                               | Dharker Studio                   | Dharker Studio              | 8 de junio de 2015            | Microsoft Windows, Mac OS, Linux |
| Tactics Elemental                             | TBS, aventura                               | Perry Art Enterprises            | Fred GD Art                 | 6 de abril de 2017            | Microsoft Windows                |
| Tactics Elemental: Astral Leyline Chapter 01  | TBS, aventura                               | Perry Art Enterprises            | Fred GD Art                 | 20 de julio de 2017           | Microsoft Windows                |
| Tears of Yggdrasil                            | Novela visual                               | MoonStar                         | Superhippo                  | 22 de septiembre de 2017      | Microsoft Windows, Mac OS, Linux |
| Treasure of a Blizzard: Total Whiteout        | Novela visual                               | Flaming Firefly                  | Flaming Firefly             | 27 de enero de 2017           | Microsoft Windows, Mac OS, Linux |
| Vanguard Princess                             | Lucha                                       | EigoMANGA                        | Tomoaki Sugeno              | 3 de marzo de 2014            | Microsoft Windows                |
| We Love Master!                               | Novela visual, estrategia                   | Mangagamer                       | Score                       | 1 de agosto de 2011           | Microsoft Windows                |
| Yozora Rhapsody                               | Novela visual                               | Yume Creations                   | Yume Creations              | 14 de febrero de 2017         | Microsoft Windows                |